# آربی‌ام‌کی

طرح شماتیک از یک رآکتور آربی‌ام‌کی

آربی‌ام‌کی (به روسی: Реактор Большой Мощности Канальный, РБМК;) (به انگلیسی: High Power Channel-type Reactor) نوعی رآکتور هسته ای با آرام کننده گرافیتی است و برای کنترل حرارت و جذب نوترون ها از گرافیت استفاده می‌کند. این راکتور توسط اتحاد جماهیر شوروی طراحی و ساخته شد. نام این رآکتور از طراحی خاص آن گرفته شده‌است که در آن به جای این که قلب رآکتور در داخل مخزن تحت فشار رآکتور قرار بگیرد، هر مجموعه سوختی در داخل یک لوله ۸ سانتی متری به نام "کانال" قرار می‌گرفت. این طراحی امکان حرکت آب خنک در اطراف سوخت را فراهم می‌کرد. این رآکتور جز نخستین رآکتورهای نسل دوم است که همچنان به صورت تجاری مورد استفاده قرار می‌گیرد. 
راکتور مورد استفاده در نیروگاه چرنوبیل روسیه از این نوع بود که در تاریخ ۲۶ آوریل ۱۹۸۶ (۶ اردیبهشت ۱۳۶۵) دچار حادثه شد.. تا امروز همچنان ۸ راکتور آر‌بی‌ام‌کی در روسیه درحال استفاده هستند.